# The Spades

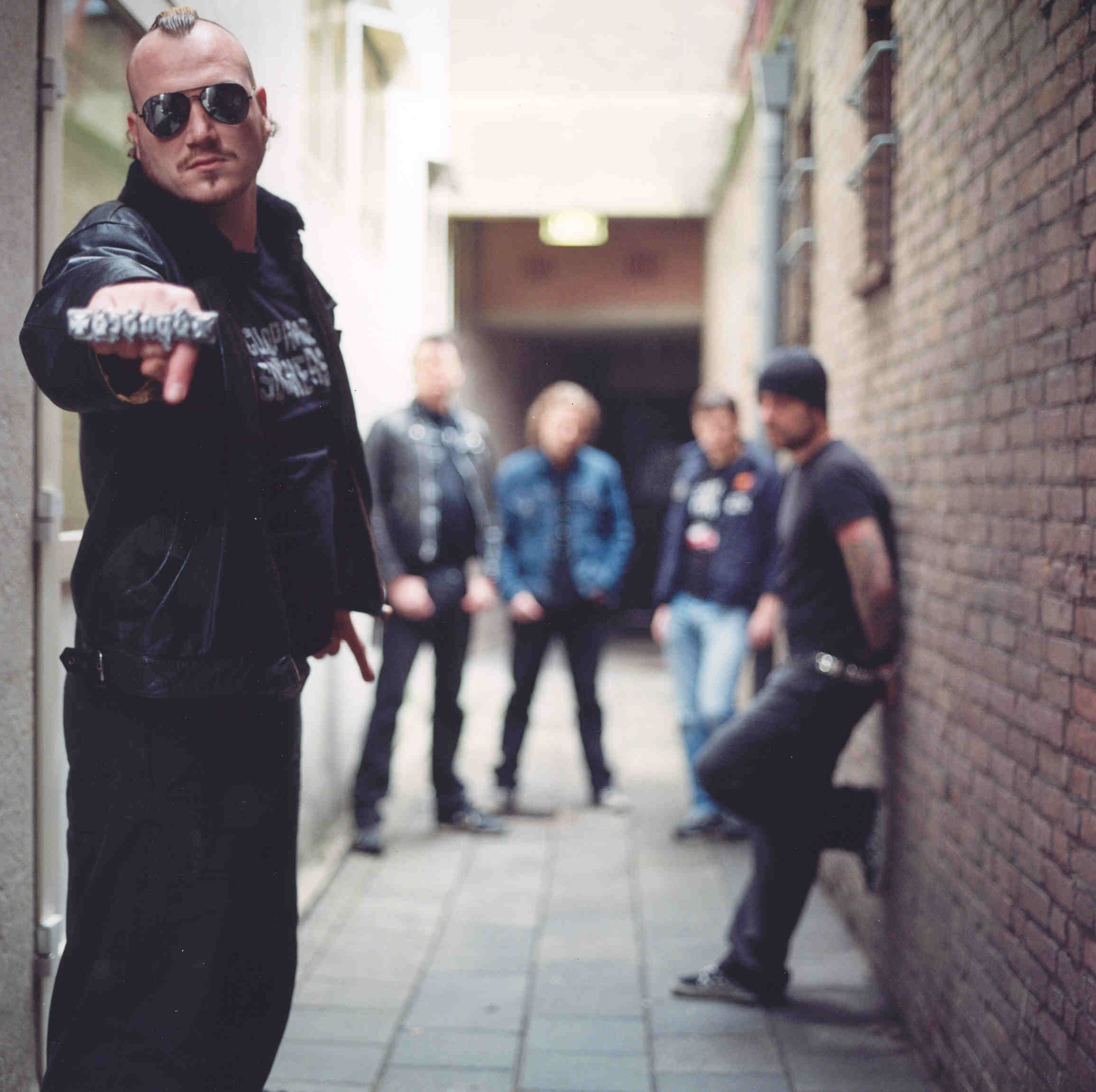
the Spades

The Spades is een Nederlandse rockband die werd opgericht in 1999 rondom rockzanger Denvis en basgitarist Richard Nijhuis. De band speelt harde rockmuziek die ze zelf omschrijven als seventies New York style punk.
In 2000 kwam de eerste single Friday Night uit op het Belgische label "Rock'n'Roll Radio". In 2002 verscheen het debuutalbum Learnin' The Hard Way (Not To Fuck With The Spades). In dat jaar ontving de band een Essent Award en werd gevraagd om in 2003 op het Amerikaanse festival South by Southwest te spelen. Na dit optreden in Texas namen The Spades enkele nummers op met producer Jack Endino (bekend van Nirvana's debuutalbum Bleach).
In mei 2004 ging de band uit elkaar. Denvis zocht nieuwe muzikanten (alleen hijzelf en gitaris Enus bleven bij de band) en ging met deze nieuwe band verder. In hetzelfde jaar kwam het album Learnin' The Hard Way uit in Amerika via het "GoKart"-label. In 2005 speelden The Spades wederom op South by Southwest om vervolgens enkele nummers op te nemen in de studio in van Jim Diamond in Detroit. De band trad in Nederland onder andere op tijdens de Zwarte Cross. In 2006 verscheen op het Amerikaanse label "Relapse" een split-single met de Canadese band Maximum RNR. In oktober gingen de beide bands samen op tournee door Canada en de Verenigde Staten. 
In 2008 verscheen het album Above The Law & Below The Belt via Denvis' eigen label "Drugmoney Records". Ook nam de band met ex-voetballer Björn van der Doelen een Engelstalig rocknummer op voor voetbalclub PSV. 
In 2009 speelden The Spades tijdens The Rock'N Roll Revue 2009, samen met Fury161, The Deaf (met Frans van Zoest), Ottoboy en DJ Dikke Dennis. Ook tijdens deze tour maakte Björn Van der Doelen deel uit van de band.
In 2019 speelde Denvis met the Spades op het rockfestival "Faster & Louder" in de Effenaar met Bartman van Peter Pan Speedrock op bas, Rule nr.1 & Enus op gitaar en Pit Maypole op drums.
In 2022 speelden the Spades onder andere als verrassings-act op de Zwarte Cross.

## Discografie
- 2000: Friday night
- 2002: Learnin' The Hard Way (Not To Fuck With The Spades)
- 2003: The Seattle Sessions
- 2008: Above The Law & Below The Belt